# Just Want You to Know
Singles de Backstreet Boys
Incomplete
(2001) I Still...
(2006)
Clip vidéo
[vidéo] « Just Want You to Know », sur YouTube
Just Want You to Know est une chanson du boys band américain Backstreet Boys extraite de leur cinquième album studio, intitulé Never Gone et sorti (aux États-Unis) le 14 juin 2005.
Selon le site officiel des Backstreet Boys, la chanson a été publiée en single le 4 octobre 2005, presque six mois et demi après la sortie de l'album. C'était le deuxième single tiré de cet album.
La chanson a débuté à la 89e place du Hot 100 du magazine américain Billboard pour la semaine du 3 septembre 2005 et atteint la 70e place dans la semaine du 17 septembre.
Au Royaume-Uni, la chanson a débuté à la 8e place du hit-parade des singles pour la semaine du 30 octobre au 5 novembre 2005. Elle a également atteint le top 10 en Belgique (en Flandre et en Wallonie) et l'Espagne et le top 30 dans plusieurs autres pays, y compris l'Allemagne, l'Autriche, la Suisse, les Pays-Bas, la Suède, l'Italie et l'Australie.

## Clip vidéo
Le clip vidéo est inspiré par le film documentaire Heavy Metal Parking Lot (en) (1986).